# Frank Tippen & Sons

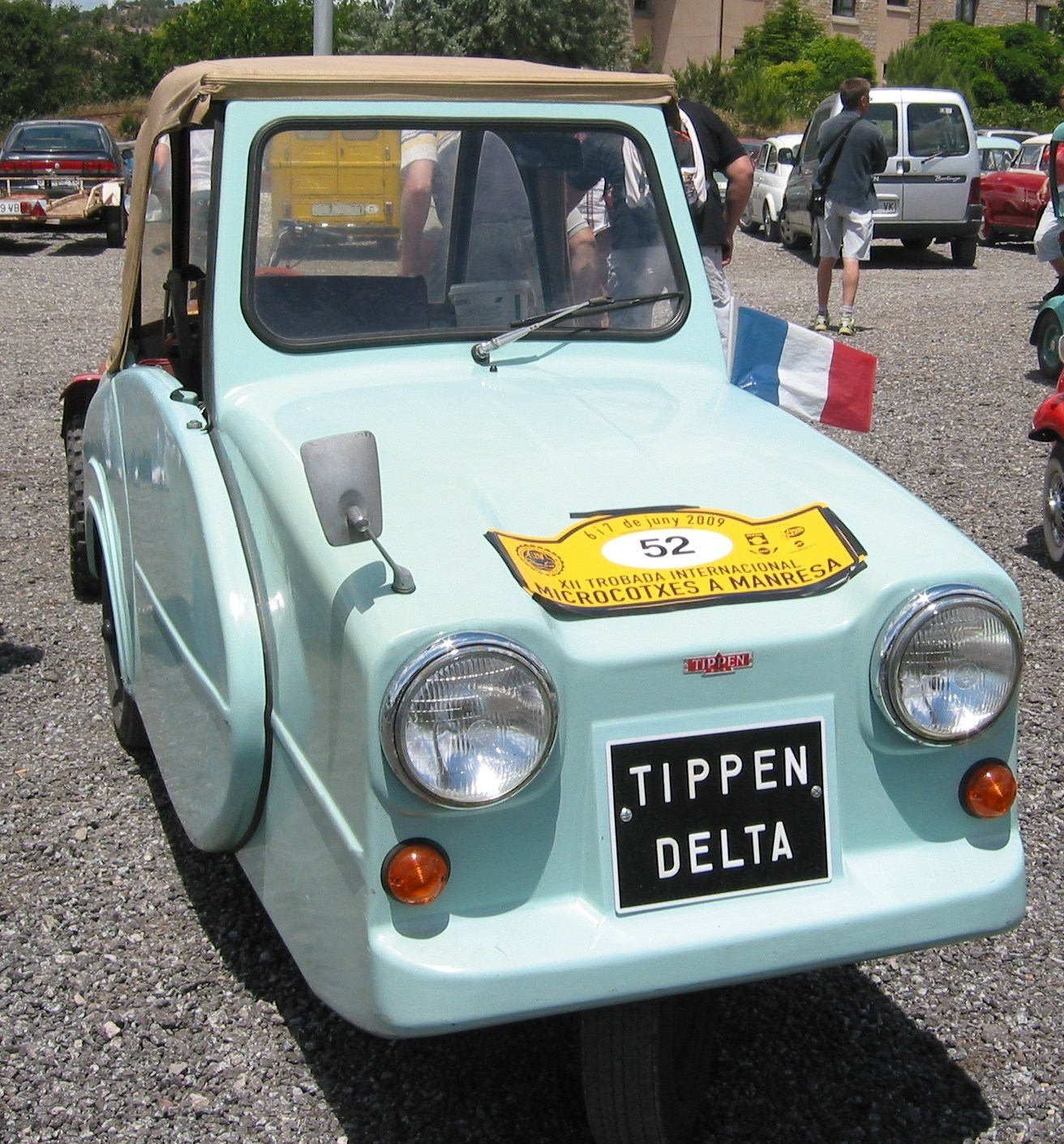
Tippen Delta

Frank Tippen & Sons war ein britischer Hersteller von Automobilen.

## Unternehmensgeschichte
Das Unternehmen aus Coventry begann 1950 mit der Produktion von Automobilen. Der Markenname lautete Tippen. 1970 endete die Produktion.

## Fahrzeuge
Im Angebot standen Kleinstwagen für Körperbehinderte. Es waren Dreiräder mit einem einzelnen Vorderrad. Das erste Modell war ein offenes Fahrzeug. Ein Einzylindermotor von Villiers Ltd mit 147 cm³ Hubraum trieb eines der Hinterräder an. Das Getriebe verfügte über drei Gänge. 1956 erschien der Delta. Dieses Modell verfügte über eine Schiebetür an der linken Seite, die sich nach vorne schieben ließ, und ein Verdeck. Ein Motor von Villiers mit 197 cm³ Hubraum trieb das Fahrzeug an. Das Getriebe verfügte über vier Gänge.